# 趙兌烈
趙兌烈（： Jo Taeyeol；1955年11月10日—）是韓國外交官，曾任韓國外交部長（第41任）、韓國外交部第二次官及常駐聯合國代表等職務。

## 早年和家庭
生於庆尚北道英阳郡，毕业于首尔大学法学院。
祖父赵宪泳是医学学者，原为韩国国会议员，朝鲜战争期间随朝鲜人民军北上朝鲜，担任平壤医科大学教授、朝鲜和平统一促进会最高委员兼秘书长。父亲是知名詩人赵芝薰。

## 外交生涯
趙兌烈自1979年在外交部開始其職業生涯以來，趙兌烈在國際舞台上積累了豐富的經驗。趙兌烈在李明博政府，朴槿惠政府和文在寅政府期間擔任韓國常駐聯合國代表（2016年-2019年）和外交部第二次官（副部长），以及韓國駐西班牙大使；也曾任世界貿易組織爭端委員會主席和日內瓦政府採購委員會主席。
2023年12月19日，總統尹錫悅提名接替朴振為外交部長。
2024年1月10日韩国总统尹锡悦正式任命赵兑烈为外交部長

### 中華人民共和國
赵兑烈與中华人民共和国外交部部长王毅於2024年2月通電，討論共同關心的問題，包括雙邊關係的廣泛方面，如高層交往和供應鏈合作。